# Need/It's Not Me
Need/It's Not Me è il terzo singolo di Neuroticfish pubblicato nel 2003 ed estratto dall'album Les Chansons Neurotiques.

## Tracce
1. Need - 5:12
2. Need (Remix) - 5:43
3. Need (Root) - 4:39
4. It's Not Me - 5:10
5. It's Not Me (Root) - 5:19
6. It's Not Me (Remix) - 4:56
7. There's a Light - 5:00